# Парфёнов, Валерий Павлович
Валерий Павлович Парфёнов (род. 16 мая 1954, Чкалов) — российский политик, с 2007 по 2011 год — член Совета Федерации от Самарской области.

## Биография
Родился в городе 16 мая 1954 года в городе Чкалове (ныне Оренбург). Учился в Куйбышевском авиационном институте по специальности «авиационные двигатели», получил диплом инженера механика в 1977 году. По распределению направлен на Куйбышевский моторостроительный завод им М.Фрунзе  инженером-программистом.

### Политическая и производственная карьера
Начал партийную карьеру ещё на заводе: в 1978 году был избран заместителем секретаря, а затем и освобождённым секретарём комитета ВЛКСМ КМПО им. М. В. Фрунзе. В 1979 году принят на работу в Куйбышевский областной комитет ВЛКСМ — назначен заместителем заведующего отделом комсомольских организаций, а затем заведующим отделом спортивной и оборонно-массовой работы Куйбышевского областного комитета ВЛКСМ. В 1981 году занимал должность второго секретаря, а затем и первого секретаря Куйбышевского городского комитета ВЛКСМ.
В 1984 году переехал в Москву, в связи с назначением на должность ответственного организатора Отдела комсомольских органов ЦК ВЛКСМ. В 1986 году получил должность второго секретаря ЦК ЛКСМ Латвии. В апреле 1990 года на XXI съезде ВЛКСМ избран (прямым голосованием из пяти кандидатур) председателем Центральной контрольной комиссии ВЛКСМ. В октябре 1991 года после внеочередного XXII съезда ВЛКСМ, на котором принято решение о роспуске ВЛКСМ, назначен руководителем группы консультантов Исполкома координационного совета ЦК ВЛКСМ.
С 1992 года работал на руководящих должностях в столичных коммерческих структурах, связанных с внедрением инновационных технологий в промышленности и строительстве: 1992—1993 гг. — вице-президент АО «Международный сервисный центр „Форум“» (Москва). В 1993—1996 гг. — замгендиректора АОЗТ «Ларвест» (Москва). В 1996—1998 гг. — замгендиректора ЗАО «Центросоль» (Москва).
В 1998—2001 гг. — заместитель руководителя департамента науки и промышленной политики Правительства Москвы. В 2001—2002 гг. — замгендиректора ОАО «Московская управляющая финансовая компания». В 2002—2003 гг. — начальник инспекции, замначальника инспекции оперативного контроля Счётной палаты РФ. С марта 2003 г. по июль 2007 г. — руководитель секретариата председателя Совета Федерации Федерального Собрания РФ Сергея Миронова.
С 2021 года стал заместителем директора Международной межправительственной организации — «Международный центр научной и технической информации (МЦНТИ)». (Решение Комитета Полномочных Представителей государств членов МЦНТИ от 21 июля 2021 года).

### Политический кризис в Самарской области и назначение сенатором
Второе место представителя Самарской области в Совете Федерации РФ пустовало с января 2006 года (фактически ноября 2005 года), когда Леон Ковальский досрочно ушёл в отставку. На это место претендовали Александр Милеев и Алексей Ушамирский. Ушамирского дважды назначала Самарская губернская дума (в декабре 2005 и июне 2006 года), но его не утверждал Сергей Миронов.
29 мая 2007 года Самарская дума избрала своим представителем в Совете Федерации Александра Милеева. Но Миронов не утвердил и Милеева.
В 2007 году Валерий Парфенов вступил в партию «Единая Россия», в том же году был наделён полномочиями члена Совета Федерации ФС РФ от законодательного органа Самарской области.
В Совете Федерации Парфёнов занимал посты председателя Комиссии по жилищной политике и жилищно-коммунальному хозяйству, заместителя председателя Комитета Совета Федерации по делам Федерации и региональной политике, а также был членом Комиссии Совета Федерации по вопросам развития институтов гражданского общества.